# Óscar Casas
Óscar Casas Sierra (Barcelona, España, 21 de septiembre de 1998) es un actor español que ha participado en más de una treintena de ficciones en cine y televisión, empezando su trayectoria con tan solo 7 años.

## Biografía
Óscar Casas nació en Barcelona el 21 de septiembre de 1998. Actualmente vive en Madrid, España. Es hijo de Heidi Sierra y Ramón Casas y el cuarto de los cinco hermanos Casas (Mario, Sheila, Christian, Óscar y Daniel), siendo el actor Mario Casas el mayor de sus hermanos.  

## Trayectoria profesional
Comenzó en el mundo de la interpretación con pequeñas figuraciones y anuncios comerciales. Ha interpretado en varias ocasiones al personaje de su hermano de pequeño como en la película Fuga de cerebros y en las series SMS y El barco. Su primera aparición fue en Abuela de verano (2005) como Miguel. Posteriormente consiguió personajes en películas como 53 días de invierno, El orfanato y Ángeles S.A., después de lo cual consiguió incorporarse al reparto en la serie Águila roja interpretando el papel de Gabi. Dejó la serie para ir a estudiar a Irlanda e interpretó a Iván, el protagonista de la película El sueño de Iván.
En 2017 regresó a la ficción protagonizando la serie de Playz Si fueras tú, junto a María Pedraza. Ese mismo año formó parte del elenco de Cuéntame cómo pasó interpretando a Bruno. En 2018 protagonizó la serie de Movistar+ Instinto, interpretando a José Mur, junto a su hermano Mario Casas y las actrices Silvia Alonso e Ingrid García-Jonsson, por la que recibió una nominación en los Premios Feroz. En 2020 se unió al elenco principal de la segunda temporada de Siempre bruja en Netflix, interpretando al pirata Kobo. En septiembre de 2021 protagonizó la serie de Netflix Jaguar, junto a Blanca Suárez, Adrián Lastra y Francesc Garrido, donde interpreta a Castro.
En 2019 se unió al elenco del largometraje de Paco Arango Los Rodríguez y el más allá, interpretando a Bosco. En 2021 participó en los largometrajes Granada Nights de Abid Khan y en la película original de Netflix Xtremo, donde interpretó a Leo. Además, se anunció su papel protagónico en la película Hollyblood.

## Filmografía

### Cine
| Año  | Título                                   | Personaje        | Notas                |
| ---- | ---------------------------------------- | ---------------- | -------------------- |
| 2006 | 53 días de invierno                      | Pablo            |                      |
| 2007 | El orfanato                              | Tomás Espósito   |                      |
| 2007 | Ángeles S.A.                             | Dani             |                      |
| 2008 | Proyecto Dos                             | Mateo            |                      |
| 2008 | No me pidas que te bese porque te besaré | Niño piscina     |                      |
| 2009 | Fuga de cerebros                         | Emilio (11 años) |                      |
| 2009 | Lobos                                    | David            | Cortometraje         |
| 2011 | El sueño de Iván                         | Iván García      |                      |
| 2017 | Proyecto tiempo                          | Hugo Andrade     | Segmento: «El juego» |
| 2018 | Til vi falder                            | Emilio           |                      |
| 2019 | Los Rodríguez y el más allá              | Bosco            |                      |
| 2021 | Granada Nights                           | Lucas            |                      |
| 2021 | Xtremo                                   | Leo              |                      |
| 2022 | HollyBlood                               | Javi             |                      |
| 2023 | Últimas voluntades                       | Andrés           |                      |
| 2023 | Mi soledad tiene alas                    | Dan              |                      |

### Televisión
| Año       | Título                                | Personaje             | Notas                                          |
| --------- | ------------------------------------- | --------------------- | ---------------------------------------------- |
| 2005      | Abuela de verano                      | Miguel Sagués         | Elenco principal; 13 episodios                 |
| 2006      | SMS                                   | Damián                | 3 episodios                                    |
| 2006–2007 | Los Serrano                           | Diego Serrano (niño)  | 2 episodios                                    |
| 2007      | Génesis, en la mente del asesino      | Sancho                | Episodio: «Sin aliento»                        |
| 2007      | Cuenta atrás                          | Dani                  | Episodio: «Finca Secret Valley, 23:15 horas»   |
| 2007      | Gominolas                             | Tinín (joven)         | Elenco recurrente; 7 episodios                 |
| 2007–2008 | Planta 25                             | Borja                 | Elenco principal; 59 episodios                 |
| 2008      | Fuera de lugar                        | Jorge Hidalgo         | Elenco principal; 8 episodios                  |
| 2008      | Serrallonga, la llegenda del bandoler | —                     | Miniserie                                      |
| 2009–2016 | Águila roja                           | Gabriel «Gabi» García | Elenco recurrente; 54 episodios                |
| 2012      | El barco                              | Ulises (niño)         | Episodio: «Lo que la luz esconde»              |
| 2012      | Carmina                               | Fran Rivera           | Elenco principal (miniserie)                   |
| 2017      | El final del camino                   | Sancho                | Episodio: «El final de un futuro rey»          |
| 2017      | Si fueras tú                          | Rafael Castro         | Elenco principal; 7 episodios                  |
| 2018      | Cuéntame cómo pasó                    | Bruno                 | Elenco recurrente; 14 episodios (temporada 19) |
| 2019      | Instinto                              | José Mur Seco         | Elenco principal; 8 episodios                  |
| 2020      | Siempre bruja                         | El pirata Kobo        | Elenco principal; 8 episodios (temporada 2)    |
| 2020      | Hanna                                 | Juan                  | 2 episodios                                    |
| 2020      | The Liberator                         | Private Rodríguez     | Episodio: «The Enemy»                          |
| 2021      | Jaguar                                | Miguel Castro         | Elenco principal; 6 episodios                  |
| 2023      | Pollos sin cabeza                     | Willy Sanabria        | Elenco principal; 5 episodios                  |
| 2024      | Citas Barcelona                       | Pedro                 | Episodio: «Alan y Maru / Esperanza y Pedro»    |
| 2025      | El gran salto                         | Gervasio Deferr       | Protagonista; 5 episodios                      |

## Premios y nominaciones
| Año  | Premio        | Categoría                           | Trabajo  | Resultado | Ref.   |
| ---- | ------------- | ----------------------------------- | -------- | --------- | ------ |
| 2020 | Premios Feroz | Mejor actor de reparto de una serie | Instinto | Nominado  | [ 16 ] |